# Улун Дану Батур
 Улун Дану Батур (также известный как «Пура Батур» или «Пура Улун Дану») — индуистский храм, расположенный на острове Бали, Индонезия. Будучи одним из Пура Кахьянган Джагат, Улун Дану Батур является одним из самых важных храмов на Бали, который поддерживает гармонию и стабильность всего острова. Улун Дану Батур представляет направление на север и посвящён богу Вишну и Деви Дану, богине озера Батур, самого большого озера на Бали. После разрушения первоначального комплекса храма, он был перемещён и перестроен в 1926 году.

## Деревня Батур
Деревня Батур расположена в непосредственной близости от кальдеры вулкана Батур. Деревня делится на три perbekelan (административная единица): Батур Утара (север), Батур Тенга (центр) и Батур Селатан (юг). Сельские жители зарабатывают на жизнь фермерством, ремеслом, торговлей, государственной службой и работой в сфере туризма.

## История
Пура Батур или Улун Дану был основан в 17 веке. Храм был посвящён богу Вишну и богине озера Деви Дану. Озеро Батур, самое большое озеро на Бали, считается самым важным на острове Бали в качестве основного источника воды для сельскохозяйственной деятельности. Слово Pura означает «храм», а два других слова ulun («голова» или «источник») и danu («озеро», имеется в виду озеро Батур) переводятся как «источник озера»; и поэтому название храма буквально означает «Храм источника озера». Слово батур по названию деревни Батур, где расположен храм, означает «чистый» или «духовно чистый». Определение Пура Улун Дану иллюстрирует значение воды для процветания жителей Батура и для всей индуистской общины Бали, особенно для полива рисовых полей острова.
Улун Дану Батур упоминался несколько раз в древних лонтарах как один сад кахьянганов, шести главных храмов Бали.
До извержения горы Батур в 1917 году Пура Батур и первоначальная деревня (тогда известная как Каранг Аньяр, что в переводе означает «Новая территория») были расположены на юго-западном склоне горы Батур. Поток лавы извержения 1917 года привёл к тысячам жертв. Несмотря на разрушения, чёрный поток лавы остановился у ворот Улун Дану Батур. Поскольку лава остановилась до достижения храма, балийцы посчитали это хорошим предзнаменованием и решили остаться в этом районе.
21 апреля 1926 года вновь началось извержение вулкана Батур, на этот раз опустошив всю деревню Каранг Аньяр. Лава также продвинулась к храму, залив почти весь комплекс. Несмотря на разрушение деревни, а также потерю 1500 жителей деревни, сохранилась 11-уровневая главная святыня храма. Жители Каланг-Аньяра были вынуждены были переселиться, поскольку окрестности горы Батур были объявлены зоной эвакуации. Переселенцам помогли жители окрестных деревень: Деса Баюнг, Тунгиран, Кедисан, Буанан, Секардади. Правительство Голландской Индии направило в район бедствия региональную армию Бангли и заключённых, чтобы помочь с переездом. Уцелевшая 11-уровневая башня меру, а также в другие важные реликвии были перевезены на новое место. Среди священных реликвий храма был гамелан Пура Батур, который был доставлен в специальный павильон в Деса Баюнг; и фигура духа-хранителя (Бхатара Геде), которую перевезли в другую деревню, чтобы жители могли поклоняться ей во время переселения.
Через несколько дней региональное правительство Бангли инициировало программу восстановления деревни. Были собраны средства для строительства новых домов, административных офисов и базовой инфраструктуры. Через несколько месяцев территория вокруг горы Батур была объявлена безопасной, и программа восстановления деревни началась немедленно. Для деревни было выбрано новое место, на этот раз в гору на краю кальдеры озера Батур. Земельные участки распределялись по количеству членов семейств. За порядком следила местная полиция (mantri polisi). С завершением строительства домов и базовой инфраструктуры региональное правительство Бангли собрало ещё один фонд для строительства нового храма, нынешнего Улун Дану Батур. После завершения строительства храма в 1926 году гамелан храма и фигура духа-хранителя были возвращены. Была проведена церемония переноса и воссоединения гамелана и фигуры стража, а также церемония очищения реликвий и нового храма.

## Храмовый комплекс
Пура Батур состоит из девяти различных храмов, содержащих в общей сложности 285 святынь и павильонов, посвящённых богам и богиням воды, земледелия, святых источников, искусства, ремёсел и многого другого. Пура Пенатаран Агунг Батур, главный храм, имеет пять основных дворов. Его главными святынями являются 11-уровневый меру, расположенный во внутреннем и самом священном дворе, три 9-уровневых меру, посвящённые горе Батур, горе Абанг и Ида Батара Далем Ватиренггонг, обожествлённый царь династии Гельгелей, который правил с 1460 по 1550 г. Восемь других храмов — Пенатаран Пура Джати, Пура Тирта Бунгках, Пура Таман Сари, Пура Тирта Мас Мампе, Пура Сампиан Ванги, Пура Гунарали, Пура Паданг Сила и Пура Тулук Бию.
Главный храм Penataran Агунг Батур, разделён на три области: внешнюю святилищу храма (Jaba Pisan или nistaning mandala), средний санктум (Джаба Tengah или madya mandala), и внутреннюю основную святыню (Jero или utamaning mandala).
Главная святыня храма Улун Дану Батур находится во внутреннем святилище (Джеро). Это 11-уровневая башня Меру, посвящённый Шиве и его супруге Парвати.

## Фестиваль
Одалан (главный праздник) храма Улун Дану Батур происходит на 10 полнолуние года (Пурнама Сасих Кедаса) по балийскому календарю, который обычно приходится на конец марта — начало апреля.